# Seznam ameriških paleontologov
Seznam ameriških paleontologov.

## A
Annie Montague Alexander - 

## B
Robert T. Bakker - Walter Hermann Bucher - 

## C
Robert L. Carroll - Edwin H. Colbert - Edward Drinker Cope - 

## E
Niles Eldredge - Cesare Emiliani -

## F
William Parker Foulke - 

## G
Stephen Jay Gould - 

## H
John Bell Hatcher - Oliver Perry Hay - Edward Hitchcock - Jack Horner (paleontolog) - Alpheus Hyatt - 

## J
Thomas Jefferson - James A. Jensen

## K
Richard Klein (paleoantropolog)

## L
Joseph Leidy - Wes Linster - Spencer G. Lucas - R. S. Lull - 

## M
Louie Marincovich - Othniel Charles Marsh - William Diller Matthew - Fielding Bradford Meek - John C. Merriam

## O
Henry Fairfield Osborn - John Ostrom - 

## P
___ Patterson (1933-98) -  Gregory S. Paul - 

## R
David M. Raup - 

## S
William J. Sanders - Frederick Schram - Jack Sepkoski - Nathaniel Shaler - George Gaylord Simpson - Charles Hazelius Sternberg - 

## W
Charles Wachsmuth - Peter J. Wagner - Charles Doolittle Walcott - David B. Weishampel - Tim D. White - Samuel Wendall Williston - 